# マーヴィーラン 伝説の勇者
『マーヴィーラン 伝説の勇者』（マーヴィーラン でんせつのゆうしゃ、Maaveeran）は、2023年のインドのタミル語ファンタジー・スーパーヒーロー・アクション映画。マドーン・アシュヴィンが監督・脚本を務め、主要キャストとしてシヴァカールティケーヤン、アディティ・シャンカル、サリダー、ミシュキン、モニシャー・ブレシー、ヨーギ・バーブ、スニールが出演している。転落事故をきっかけに「声」が聞こえるようになった主人公が、「声」に導かれながら悪徳政治家と対峙する物語であり、チェンナイとポンディシェリで撮影が行われた。2023年7月14日に公開され、批評家から好評を博したほか、興行的にも成功を収めている。

## ストーリー
チェンナイのスラム街で暮らす青年サティヤは、漫画家として長期連載漫画『マーヴィーラン』を執筆しているが、作者として名前が掲載されることはなく、ゴーストライターの扱いに甘んじていた。また、過去に社会の不公平に異を唱えて改善を求めた父が殺されて以来、自分に非がなくとも揉め事を避けようとする臆病者になってしまっていた。そんなある日、サティヤは『マーヴィーラン』を掲載している新聞の副編集長ニラーと出会い、彼女の計らいで『マーヴィーラン』の作者として名前を掲載することを認められ、交流を重ねる中で彼女と恋に落ちる。
同じころ、タミル・ナードゥ州政府の住宅政策によりスラム街の取り壊しが行われ、サティヤは母イーシュワリ、妹ラージや住民タイト共に州政府が用意した高層マンションに移住することになった。しかし、移住して間もなくマンションが欠陥住宅であることが判明し、住民たちは建設業者のダンラージと州議会議員のパグチに改善を要望する。事態を知った州首相は建設費を着服したジェヤコディ大臣を叱責して、選挙が終わるまでの間、住民たちを懐柔するように指示を出し、ダンラージはクマールを補修技師として雇い入れ、マンションの補修工事を行わせる。サティヤは横柄な態度をとるダンラージやパグチに憤るイーシュワリをなだめながら、マンション内で起きるトラブルをネタに漫画の執筆を続けていたが、そんな中、ダンラージがラージを襲おうとし、止めようとしたイーシュワリが殴られる事件が発生する。激怒したサティヤはダンラージのもとに向かうが、チンピラたちに囲まれ、何もできずに戻ってくる。部屋に戻ってくると、彼の臆病な性格を罵るイーシュワリの声が聞こえ、ショックを受けたサティヤは屋上から飛び降り自殺を図るが、土壇場で自殺を思いとどまる。しかし、足を滑らせたサティヤは転落して重傷を負い、病院に運び込まれるが死亡する。しかし、不思議な「声」を聞いたサティヤは息を吹き返し、「声」からジェヤコディと戦うことを促される。
サティヤは「声」に導かれるままマスコミや住民たちの面前でジェヤコディを面罵してマンションの欠陥を暴露し、さらにジェヤコディが送り込んだチンピラを撃退したことで一躍住民たちのヒーローとなる。しかし、穏便に事態を解決したいサティヤはジェヤコディの屋敷を訪れて事情を説明し、話を聞いたジェヤコディの秘書パラムは、失墜したジェヤコディの人気を回復するため、サティヤを利用しようと画策する。パラムはサティヤをテレビ番組に出演させ、彼を「存在しない声を聞いて行動する精神不安定な人間」に仕立て上げてマンションの安全性を強調する一方、ダンラージに命じてイーシュワリとラージをマンションから追い出してしまう。テレビ出演を終えた後、サティヤは怒りの収まらないジェヤコディに殴打され、反撃を促す「声」を無視して殴られ続けた結果、「自己を優先して家族や住民を蔑ろにしたことで、勇者は臆病者に戻った」という言葉を最後に「声」が聞こえなくなってしまう。
マンションに戻ったサティヤは、家族がマンションから追い出されたことを知り罪悪感を覚える。その後、以前聞いた「声」から、マンションが倒壊寸前であることに気付いたサティヤは、証拠であるマンションの検査書類を手に入れるためジェヤコディの屋敷に向かう。事情を聞いたパラムは住民たちを避難させようとするが、それに反対するジェヤコディによって殺されてしまう。長年パラムの言いなりになっていたジェヤコディは彼の死を喜び、ダンラージたちにパラムの死体とサティヤを海に沈めてくるように指示する。海に連れ出されたサティヤは自ら海に飛び込み、溺れる中で再び「声」を聞き、船に戻りダンラージたちを倒してマンションに向かう。彼は住民たちを説得して避難させようとするが、駆け付けたジェヤコディが「選挙が終わり次第、マンションの問題はすべて解決させる」と住民たちを説得してマンションに戻そうとする。テレビの一件で信用を失っていたサティヤの言葉は住民たちに届かず、住民たちはマンションに戻ろうとするが、それを見たサティヤは「安全だと言うのなら、マンションに泊まっていけ」とジェヤコディを挑発する。サティヤと押し問答になったジェヤコディは部下たちを差し向けて彼を襲わせるが、サティヤは「声」を聞かずに自身の力だけでジェヤコディの部下を撃退する。住民たちを味方につけたサティヤがジェヤコディを追及する中でマンションの倒壊が始まり、ジェヤコディは倒壊に巻き込まれて圧死する。住民たちが避難を始める中、サティヤはマンションに取り残された少女イラワラシを助け出すが、彼は瓦礫の下敷きになってしまう。
騒動から2年の歳月が流れ、政権交代によって体制が一新した州政府の下で、住民たちは倒壊したマンションの再建を進めていた。一命を取り留めたサティヤは、事故の影響で反射神経が発達した反面、代償として聴覚を失ってしまう。サティヤは『マーヴィーラン』の執筆を再開するが、イラワラシは彼が倒壊の中から生還したことに疑問を投げかけ、瓦礫の中で「声」が再びサティヤに命を吹き込んだことが示唆されて、物語は幕を閉じる。

## キャスト
- サティヤ - シヴァカールティケーヤン
- ニラー - アディティ・シャンカル（英語版）
- イーシュワリ - サリダー
- M・N・ジェヤコディ住宅開発大臣 - ミシュキン（英語版）
- ラージ - モニシャー・ブレシー（英語版）
- ヴェトリ - サウンダララージャー（英語版）
- パラム - スニール
- クマール - ヨーギ・バーブ
- セルヴァン - ディリーパン（英語版）
- セルヴィ - センマラル・アンナン（英語版）
- 州首相 - バーラージ・シャクティヴェール
- アンワル - カンナー・ラヴィ（英語版）
- タンナラス - ミノール・ヨーギ
- ダンラージ - マダンクマール・ダクシナムールティ
- パグチ - パラニ・ムルガン
- ジュニア・エンジニア - ダグラス・クマラムールティ
- 精神科医 - スレーシュ・チャクラヴァルティー
- ニラーの父 - ジーヴァー・ラヴィ（英語版）
- 声 - ヴィジャイ・セードゥパティ（タミル語版）、ラヴィ・テージャ（英語版）（テルグ語版）

## 製作

### 企画
2021年12月、シヴァカールティケーヤンが『Don』『Prince』に続く主演映画の出演契約を結んだことが報じられた。監督には『マンデラ』で高い評価を得たマドーン・アシュヴィンが起用されたほか、製作にはイシャーリー・K・ガネーシュが参加し、2022年7月から製作が開始することも明かされた。その後、7月15日にシャーンティ・トーキーズのアルン・ヴィシュワが製作発表を行い、映画のタイトルが『Maaveeran』であることや、自身が製作を手掛けることを明かしている。また、作曲家のバーラト・シャンカル、撮影監督のヴィドゥ・アイヤンナは『マンデラ』から引き続き起用されている。8月3日にはチェンナイのフィルムシティでムフラト・ショットが執り行われた。

### キャスティング
主演のシヴァカールティケーヤンは、事故をきっかけに頭の中で「声」が聞こえるようになった漫画家サティヤを演じている。2022年6月にミシュキンが悪役として出演することが報じられ、8月に悪徳政治家ジェヤコディ役として出演することが正式に発表された。ヒロイン役にはキアラ・アドヴァニの出演が噂されていたが、8月にアディティ・シャンカルの出演が発表され、サティヤの恋人で新聞社の副編集長である女性ニラー役を演じることが明かされた。同時期にはサリダーが2013年公開の『Ceylon』以来10年振りに映画に出演することが発表され、サティヤの母親イーシュワリ役を演じることが明かされた。また、コミックリリーフのクマール役にはヨーギ・バーブが起用され、ジェヤコディの秘書パラム役にはテルグ俳優のスニールが起用されたほか、サティヤの妹ラージ役には新人女優のモニシャー・ブレシーが起用された。さらに、サティヤにだけ聞こえる「声」はヴィジャイ・セードゥパティが演じており、彼は出演に際して報酬は受け取らなかったという。

### 撮影
2022年7月17日、撮影に先立ちチェンナイでプージャが執り行われ、8月3日から同地で主要撮影が始まった。その後、撮影が1週間中断されたが、一部の報道では「シヴァカールティケーヤンとマドーン・アシュヴィンとの間で意見が対立したことが原因である」と報じられたが、実際は豪雨によって撮影が困難になったことが原因であり、11月7日から撮影が再開された。同月23日までに全体の4割の撮影が完了し、12月8日までに6割の撮影が完了した。12月10日にはハリウッドのスタント監督ヤニック・ベンが振り付けを手掛けたアクションシーンの撮影が行われている。
「Scene Ah Scene Ah」の歌曲シーンでは協働ロボット用カメラが使用されており、タミル語映画で協働ロボット用カメラが使用されたのは『Beast』『ヴィクラム』『Thunivu』『Japan』に続いて5本目となる。その後、2023年2月にエンヌールで20日間かけて夜間撮影が行われ、3月17日からはポンディシェリで最終スケジュールの撮影が行われた。同月27日にシヴァカールティケーヤンの出演シーンの撮影が完了し、6月3日までに一部のシーンの修正作業を除いたすべてのシーンの撮影が終了した。5月下旬から6月上旬にかけてシヴァカールティケーヤンの吹き替え作業が行われ、6月上旬にはアディティ・シャンカルの吹き替え作業が行われた。

### 音楽
映画音楽とサウンドトラックの作曲はバーラト・シャンカルが手掛け、オーディオ権はサレガマが取得している。ファーストシングル「Scene Ah Scene Ah」はシヴァカールティケーヤンの誕生日に合わせて2023年2月17日にリリースされ、6月14日はセカンドシングル「Vannarapettayila」、7月7日にはサードシングル「Vaa Veera」がリリースされた。
| #         | タイトル                      | 作詞                         | 作曲・編曲 | 歌手                                                     | 時間 |
| --------- | ----------------------------- | ---------------------------- | ---------- | -------------------------------------------------------- | ---- |
| 1.        | 「Scene Ah Scene Ah」         | カビラン、C・M・ローケーシュ |            | アニルド・ラヴィチャンダル                               | 5:17 |
| 2.        | 「Vannarapettayila」          | ユガバーラティ               |            | シヴァカールティケーヤン、アディティ・シャンカル         | 3:42 |
| 3.        | 「Vaa Veera」                 | ユガバーラティ               |            | ヴァイコム・ヴィジャヤラクシュミ、バーラト・シャンカル   | 5:37 |
| 4.        | 「Kekkutha」(Boat Fight Song) | ヴィシュヌ・イーダヴァン     |            | バーラト・シャンカル、プラシャーント・モーハナスンダラム | 2:27 |
| 5.        | 「Climax Fight Theme」        | マドーン・アシュヴィン       |            | -                                                        | 2:22 |
| 6.        | 「Maaveeran Theme」           | -                            |            | -                                                        | 2:10 |
| 合計時間: | 合計時間:                     | 合計時間:                    | 合計時間:  | 14:36                                                    |      |

## 公開
当初の公開日は2023年8月11日を予定していたが、『ジェイラー』との競合を避けるため、7月14日に劇場公開された。タミル・ナードゥ州の配給はレッド・ジャイアント・ムービーズ、アーンドラ・プラデーシュ州とテランガーナ州の配給はアジアン・シネマズが手掛けている。また、ストリーミング権はAmazon Prime Videoが3億3000万ルピーで取得し、衛星放送権はサンTVネットワークが取得した。8月11日からAmazon Prime Videoでタミル語版・テルグ語版・ヒンディー語版の配信が開始された。

## 評価

### 批評
『マーヴィーラン 伝説の勇者』は批評家から好意的な評価を得ており、『Rotten Tomatoes』では6件の批評に基づき支持率100パーセント、平均評価は7/10となっている。『ザ・クイント』のサウンダリヤー・アティムトゥは4/5の星を与え「精巧に作り込まれたシヴァカールティケーヤン主演のファンタジー・アクション・エンターテインメント」と批評し、『ザ・タイムズ・オブ・インディア』のM・スガーントは3/5の星を与えて「魅力的だが上映時間が長過ぎるファンタジー・エンターテインメント作品の中で、シヴァカールティケーヤンは輝きを放っている」と批評している。また、『インディア・トゥデイ』のジャーナキ・Kは3.5/5の星を与えて「『マーヴィーラン 伝説の勇者』は楽しさと回顧を提供する堅実なエンターテインメントだ。映画の中では腐敗と貧困、そして小さな政治問題が提起されており、同時にキャラクター描写を通して、人間は基本的な権利を守るためには抵抗しなければならないという心理を描いた作品でもあるのだ」と批評している。
『ザ・ヒンドゥー』のスワーミー・ジー・ブヴァネーシュは「『マーヴィーラン 伝説の勇者』は正しい行動をとることを促す内なる声を題材にした映画であり、津波が家に襲いかかるまで目を背けている人々に対して、この点を特に強く訴えかけている。シヴァカールティケーヤンは商業映画的な感覚に敬意を払いつつ、このハイ・コンセプトなアクション映画で見事に役を演じ切った」と批評し、『インディアン・エクスプレス』のキルバーカル・プルショーッタマンは3/5の星を与えて「シヴァカールティケーヤン主演のスーパーヒーロー映画は面白いが、物語は予測の範囲内で完結するものでしかなかった」と批評したほか、『オンマノラマ』のスワティ・P・アジットは「全体として、『マーヴィーラン 伝説の勇者』は非常に魅力的で楽しさ満載の映画であり、シヴァカールティケーヤンがタミル語映画にカムバックを果たした作品と言えるだろう」と批評している。
『ニュース・ミニッツ』のソウミャー・ラージェーンドランは3.5/5の星を与え「シヴァカールティケーヤン主演のスーパーヒーロー映画は、シンプルでおおむね楽しめる作品だ」と批評し、『OTTプレイ』のP・サンギータも3.5/5の星を与えて「マドーン・アシュヴィンの『マーヴィーラン 伝説の勇者』は手に汗握る脚本、笑いを誘うワンライン・ジョーク、そして素晴らしい演技が織り交ぜられた作品だ。シヴァカールティケーヤンはサティヤ役にピッタリ合っているし、ヨーギ・バーブ、ミシュキン、サリダーといった脇を固める俳優の演技も強い印象を残している。そして言うまでもなく、この映画を一つ上の次元に引き上げているのは、ヴィジャイ・セードゥパティの演技だ。つまり、『マーヴィーラン 伝説の勇者』は一見の価値がある映画ということだ」と批評している。
『シネマ・エクスプレス』のスディール・シュリーニヴァーサンは3.5/5の星を与え「今や私たちの映画界は、マドーン・アシュヴィンのような才能ある映画製作者が、権力者を風刺して社会の不公平を問う時代となった」と批評し、『ファーストポスト』のプリヤンカー・スンダルも3.5/5の星を与えて「マドーン・アシュヴィンは暗黒の時代の中で勇気を見つけ出す男のシンプルな物語を、熱狂的な拍手と笑い声が劇場内に響き渡るコメディ作品として作り上げたのだ」と批評している。また、『アーナンダ・ヴィカタン』は45/100の評価を与えたほか、『タミル・ガーディアン』のクリシュナ・セルヴァセーランは3/5の星を与えて「『マーヴィーラン 伝説の勇者』は娯楽作品だ。この映画はタミル人の観客が愛するマサラ映画の要素を散りばめつつ、脚本に一捻り加えることで物語の質を一段階引き上げている」と批評している。

### 受賞・ノミネート
| 映画賞                                  | 授賞式           | 部門           | 対象                           | 結果       | 出典          |
| --------------------------------------- | ---------------- | -------------- | ------------------------------ | ---------- | ------------- |
| アーナンダ・ヴィカタン映画賞            | 2024年5月31日    | コメディ男優賞 | ヨーギ・バーブ                 | 受賞       | [ 52 ]        |
| アーナンダ・ヴィカタン映画賞            | 2024年5月31日    | 編集賞         | フィロミン・ラージ             | 受賞       | [ 52 ]        |
| アーナンダ・ヴィカタン映画賞            | 2024年5月31日    | 振付賞         | ショービ 「Scene Ah Scene Ah」 | 受賞       | [ 52 ]        |
| アーナンダ・ヴィカタン映画賞            | 2024年5月31日    | スタント監督賞 | ヤニック・ベン                 | 受賞       | [ 52 ]        |
| 第69回フィルムフェア賞 南インド映画部門 | 2024年8月3日     | 監督賞         | マドーン・アシュヴィン         | ノミネート | [ 53 ]        |
| 第69回フィルムフェア賞 南インド映画部門 | 2024年8月3日     | 主演男優賞     | シヴァカールティケーヤン       | ノミネート | [ 53 ]        |
| 第69回フィルムフェア賞 南インド映画部門 | 2024年8月3日     | 助演男優賞     | ヨーギ・バーブ                 | ノミネート | [ 53 ]        |
| 第69回フィルムフェア賞 南インド映画部門 | 2024年8月3日     | 助演女優賞     | サリダー                       | ノミネート | [ 53 ]        |
| 第12回南インド国際映画賞                | 2024年9月14-15日 | 主演男優賞     | シヴァカールティケーヤン       | ノミネート | [ 54 ] [ 55 ] |
| 第12回南インド国際映画賞                | 2024年9月14-15日 | 助演女優賞     | サリダー                       | ノミネート | [ 54 ] [ 55 ] |
| 第12回南インド国際映画賞                | 2024年9月14-15日 | 悪役賞         | ミシュキン                     | ノミネート | [ 54 ] [ 55 ] |
| 第12回南インド国際映画賞                | 2024年9月14-15日 | コメディアン賞 | ヨーギ・バーブ                 | 受賞       | [ 54 ] [ 55 ] |
| 第3回IIFAウトサヴァム                   | 2024年9月27日    | 主演男優賞     | シヴァカールティケーヤン       | ノミネート | [ 56 ]        |
| 第3回IIFAウトサヴァム                   | 2024年9月27日    | 助演女優賞     | サリダー                       | ノミネート | [ 56 ]        |